# Magicka 2
Magicka 2 est un jeu vidéo d'action-aventure développé par Pieces Interactive et édité par Paradox Interactive, sorti en 2015 sur Windows, Mac, Linux et PlayStation 4. Il s'agit de la suite de Magicka.

## Système de jeu
Le joueur contrôle un puissant sorcier contrôlant les éléments de vie, de lumière, de froid, d'eau, de mort, de foudre, de pierre et de feu tous attribués à différentes touches du clavier. Le gameplay repose sur la combinaison des différents éléments afin de jeter de puissants sorts. Par exemple, de l'eau et du feu fera de la vapeur, de la mort et de l'eau du poison, etc. Il existe quatre types de lancer : tir directe en ligne droite (ou en cône dépendant du sort), tir sur soi-même, zone de dégâts autour de soi et sur l'épée.

## Accueil
- GameSpot : 7/10[1]